# Popeștii Noi, Drochia
Popeștii Noi este un sat din cadrul comunei Petreni din raionul Drochia, Republica Moldova.

## Demografie
Conform recensământului populației din 2004, satul avea 102 locuitori, toți fiind moldoveni/români.